# 利嘉兒
利嘉兒（英語：Lily Li Kar Yee，1974年3月30日—，原名郭俐俐），香港女演員及節目主持，2002年至2003年憑主持節目《笑談普通話》而廣為人認識。

## 簡歷
利嘉兒1992年在金文泰中學畢業。她於1999年擔任TVB8主持入行，2002年到2003年主持無綫電視資訊節目《笑談普通話》而多人認識，因此而拍過一些廣告。2005年，利嘉兒和拍拖一年半的香港電台DJ周國豐籌辦婚宴，但沒有正式入紙註冊，2008年宣布分手兼淡出娛樂圈。利嘉兒於2010年嫁給製衣和門鎖生意的劉姓商人Bong，直到2014年復出為電台開播而成為唱片騎師，再於2017年當關鍵意見領袖。2018年，她以44歲高齡誕下一女。

## 曾演出之電視劇
- 2004年《廉政行動2004》單元三：《以權謀私》飾 Judy
- 2006年《鳳凰四重奏》飾 顧小媚
- 2011年《蓋世孖寶》飾 無雙

## 電影
- 2002年《火線生死戀》飾 巧珍
- 2003年《老夫子動畫大電影：反斗神探》陳小姐（配音）
- 2004年《男上女下》飾 蓮達
- 2005年《我亞媽發仔瘟》

## 曾主持之電視節目
- 《笑談普通話》
- 《體育世界》
- 《香港賀歲煙花匯演》（2005年）
- 《以諾遊蹤》第八輯（2013年）

## 外部連結
- 利嘉兒的Facebook專頁
- 利嘉兒的Instagram帳戶
- 利嘉兒在香港影庫上的簡介